# Smith College

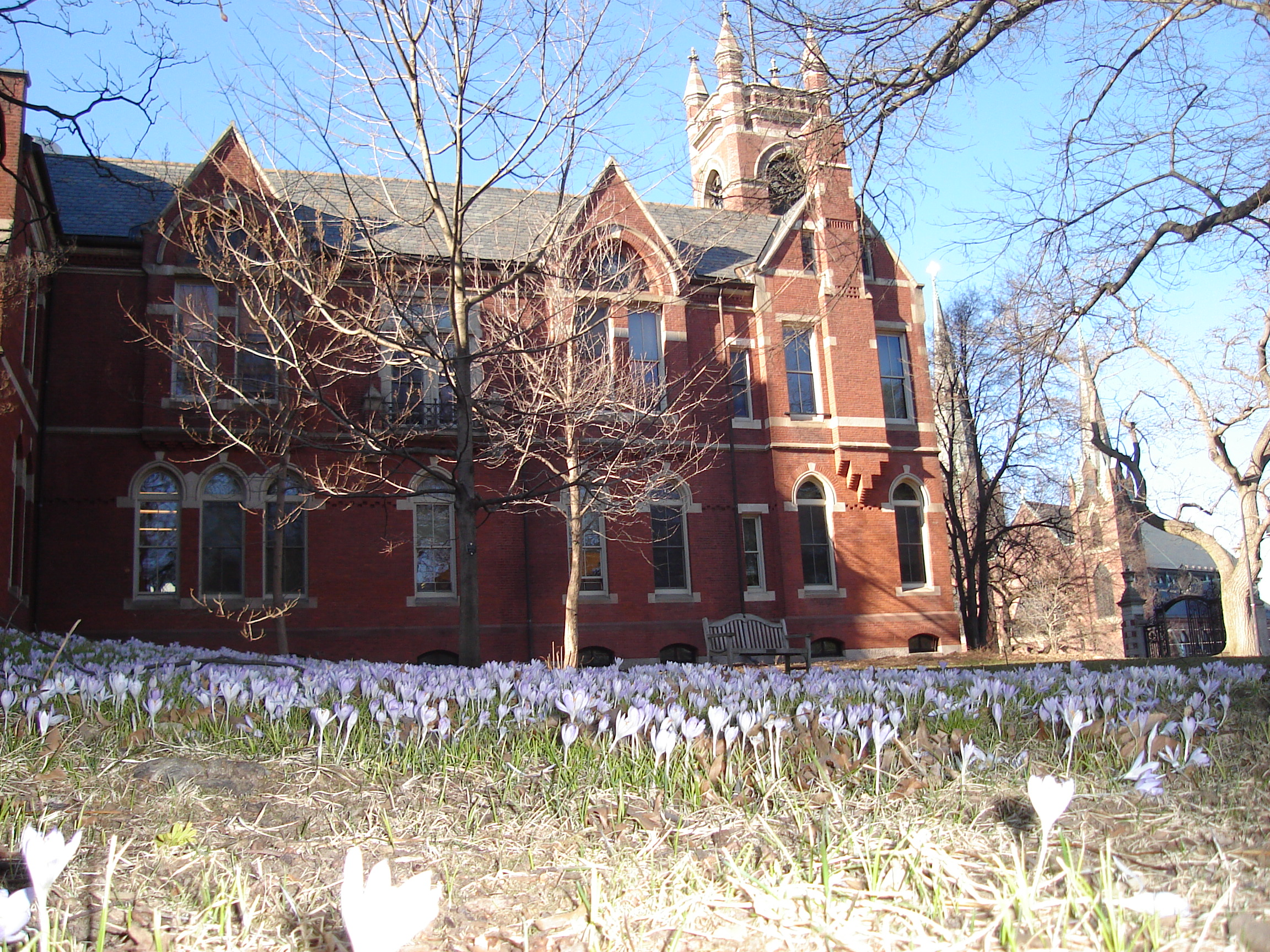
Prédio de Smith College.

Smith College é uma faculdade privada de artes liberais para mulheres, localizada em Northampton, Massachusetts. 
É a maior instituição das chamadas Sete Irmãs. Em 2009, a Forbes classificou-a como a 31.° em sua lista das melhores faculdades norte-americanas. 

## História
A faculdade foi criada em 1871, como parte do legado de Sophia Smith, e abriu suas portas em 1875, com apenas catorze estudantes e seis professores. Ao herdar a fortuna de seu pai, com sessenta e cinco anos de idade, Sophia Smith decidiu que deixar sua herança para fundar uma faculdade para mulheres era a melhor maneira para ela realizar a obrigação moral expressada em seu testamento: "Eu, por meio deste, faço as seguintes provisões para o estabelecimento e a manutenção de uma instituição de ensino superior para jovens mulheres, com o propósito de fornecer meios e instalações para essas terem uma educação igual à que é oferecida hoje a rapazes". Por volta de 1916, havia 1 724 estudantes matriculadas e 163 docentes.
Hoje, com cerca de 2 600 graduandos no campus, Smith College é a maior faculdade privada para mulheres dos Estados Unidos da América. O campus foi planejado na década de 1890, originalmente como jardim botânico e arboreto, por Frederick Law Olmsted. Atualmente, possui 147 acres e inclui mais de 1 200 variedades de árvores e arbustos.

## Ex-alunas notáveis
Abaixo estão listadas algumas das ex-alunas notáveis de Smith College:
- Barbara Bush, ex-primeira-dama dos Estados Unidos da América;
- Julia Child, chefe de cozinha e autora;
- Betty Friedan, feminista, ativista e autora;
- Molly Ivins, colunista e autora;
- Madeleine L'Engle, autora premiada;
- Margaret Mitchell, autora premiada;
- Sylvia Plath, poeta premiada;
- Nancy Reagan, ex-primeira-dama dos Estados Unidos da América;
- Gloria Steinem, feminista, ativista, jornalista;
- Jane Yolen, autora premiada.